# Đại Mai Pháp Thường
Đại Mai Pháp Thường (zh:大梅法常 ,dàméi fǎcháng; 752-839), là một Thiền sư Trung Quốc, pháp tử của Mã Tổ Đạo Nhất và thầy của Hàng Châu Thiên Long.

## Cơ duyên
Sư nguyên họ Trịnh, quê ở Tương Dương, xuất gia từ nhỏ, theo Thầy ở chùa Ngọc Tuyền, Kinh Châu.
Ban sơ đến tham vấn Mã Tổ. Sư hỏi Tổ: "Thế nào là Phật?"
Tổ đáp: "Tâm là Phật."
Nhân đây sư đại ngộ.

## Hành trạng
Sau khi được truyền tâm ấn, sư đến núi Đại Mai kết cỏ làm am, ẩn túc trong rừng mai suốt 30 năm.
Trong hội Diêm Quan (chỗ giáo hóa của Thiền sư Tề An) có vị tăng vào núi tìm cây gậy, lạc đường đến am sư. Vị tăng hỏi: "Hòa thượng ở núi này được bao lâu?" Sư đáp: "Chỉ thấy núi xanh lại vàng bốn lần như thế." Vị tăng hỏi: "Ra núi đi đường nào?" Sư nói: "Đi theo dòng suối." Vị tăng về thuật lại cho Thiền sư Tề An nghe, Tề An nói: "Ta hồi ở chỗ Mã Tổ từng thấy một vị tăng, sau này không biết tin tức gì, có phải là vị tăng này chăng?" Tề An bèn sai vị tăng ấy đi thỉnh sư xuống núi. Sư có bài kệ:
"Tồi tàn khô mộc ỷ hàn lâm
Kỷ độ phùng xuân bất biến tâm
Tiều khách ngộ chi du bất cố
Dĩnh nhơn na đắc khổ truy tầm."
Tạm dịch
Cây khô gãy mục tựa rừng xanh
Mấy độ xuân về chẳng đổi lòng
Tiều phu trông thấy nào đoái nghĩ
Dĩnh khách thôi thì chớ kiếm tìm.
Mã Tổ nghe sư ở núi bèn sai một vị tăng đến thăm dò. Tăng đến hỏi Sư:
"Hòa thượng gặp Mã Tổ đã được cái gì, về ở núi này?"
Sư đáp: "Mã Tổ nói với tôi: Tức tâm tức Phật, tôi bèn đến ở núi này."
Tăng lại nói: "Gần đây Mã Tổ lại nói: Phi tâm phi Phật."
Sư đáp: "Ông già mê hoặc người chưa có ngày xong, mặc ông phi tâm phi Phật, tôi chỉ biết tức tâm là Phật."
Vị Tăng trở về thuật lại cho Mã Tổ. Tổ nói: "Đại chúng! Trái mai đã chín!". Từ đó nhiều vị thiền khách tìm đến tham vấn sư.

## Pháp ngữ
Sư thượng đường dạy đồ đệ: "Tất cả các ngươi mỗi người tự xoay tâm lại tận nơi gốc, chớ theo ngọn của nó. Chỉ được gốc thì ngọn tự đến. Nếu muốn biết gốc cần rõ tâm mình. Tâm này nguyên là cội nguồn tất cả pháp thế gian và xuất thế gian, tâm sinh thì các thứ pháp sinh, tâm diệt thì các thứ pháp diệt. Tâm chẳng tựa tất cả thiện ác, mà sinh muôn pháp vốn tự như như."
Một hôm, sư chợt gọi đồ đệ đến bảo: "Đến không thể giữ, đi không thể tìm." Sư ngừng một lúc, khi nghe tiếng sóc kêu, sư lại hỏi: "Chính là vật này không phải vật khác, các ngươi phải khéo giữ gìn. Nay ta đi đây." Nói xong sư thị tịch (839), thọ 88 tuổi.